# Stenopus scutellatus
Stenopus scutellatus is een tienpotigensoort uit de familie van de Stenopodidae. De wetenschappelijke naam van de soort is voor het eerst geldig gepubliceerd in 1898 door Rankin.